# Константин Дука
Константин Дука (молд. Constantin Duca) — господар Молдовського князівства з квітня 1693 по 18 грудня 1695 і з 12 вересня 1700 по 26 липня 1703 року. Син господаря Георгія Дуки.

## Історія
Константин Дука мав на меті зібрати якомога більше грошей, щоб розрахуватися з турками за право управління Молдовою. У перші два роки він запровадив тютюновий, кукурудзяний податки й податок на велику рогату худобу — найважчі податки в історії Молдовського князівства. Усупереч зусиллям тестя Дуки — волоського господаря Константина Бринковяну — турки його усунули в 1700 р. Бринковяну за допомогою дарів і хабарів вдалося переконати оттоманів призначити Дуку вдруге. Турки знову усунули Константина в 1703 і призначили каймакамом (заступником господаря) великого логофета Йоана Бухуша.